# Hürriyet, Ceyhan
Hürriyet là một xã thuộc huyện Ceyhan, tỉnh Adana, Thổ Nhĩ Kỳ.